# 분평초등학교
분평초등학교는 대한민국 충청북도 청주시 서원구에 있는 초등학교다.

## 학교 연혁
- 1995.04.21 분평초등학교 설립인가
- 1997.09.01 분평초등학교 개교, 25학급 편성(960명)
- 2007.12.31 전국 100대 교육과정 운영 우수학교 선정
- 2008.03.01 청주교육대학교 교육실습협력학교 운영
- 2014.03.01 제8대 박종수 교장 부임
- 2014.03.01 충청북도교육청지정 법사랑 시범학교 운영
- 2014.03.01 에듀코어 스쿨 운영
- 2015.02.12 제17회 졸업식(121명 졸업)
- 2015.03.01 29학급 편성(특수학급 2학급)